# Religioni in Norvegia

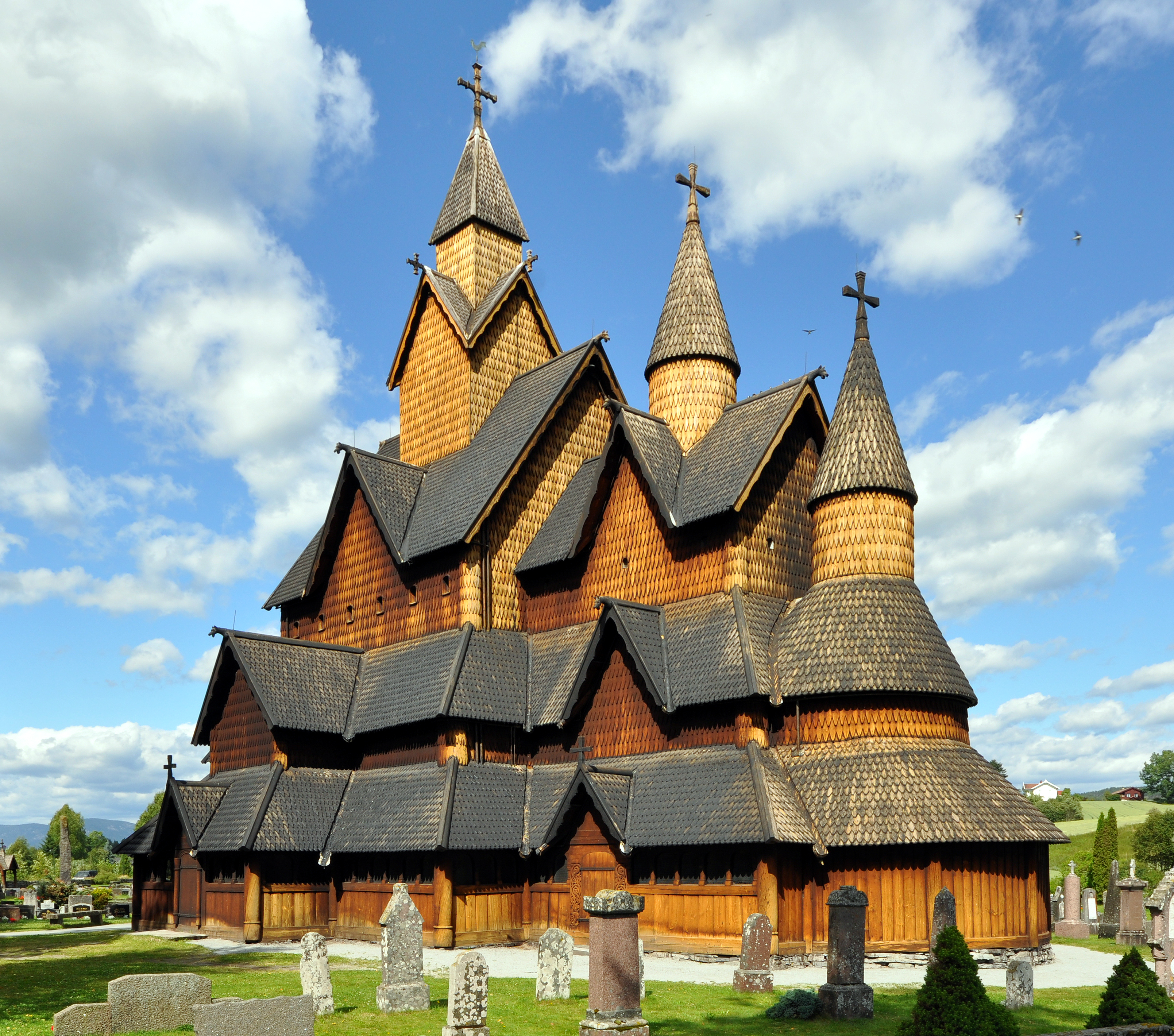
Stavkirke di Heddal, la più grande chiesa in legno norvegese

Il cristianesimo la religione più diffusa in Norvegia. Secondo statistiche ufficiali del 2019, 
i cristiani rappresentano il 75,6% della popolazione e sono in maggioranza protestanti; il 3,4% della popolazione segue l'islam, lo 0,8% della popolazione segue altre religioni, l'1,9% della popolazione segue l'umanesimo secolare e il 18,3% della popolazione non segue alcuna religione.
La costituzione norvegese riconosce la libertà religiosa per i cittadini, ma stabilisce che il re deve professare il cristianesimo luterano. Un emendamento costituzionale del 2012 ha separato la Chiesa di Norvegia dallo stato, ma ha stabilito che essa rimane la Chiesa nazionale e continuerà ad essere sovvenzionata dallo stato. Tutte le altre organizzazioni religiose devono registrarsi per potere godere di agevolazioni fiscali e ricevere fondi governativi. Le organizzazioni non registrate possono operare liberamente, ma senza godere dei vantaggi economici delle organizzazioni registrate. Nelle scuole pubbliche è previsto un corso di conoscenza del cristianesimo e delle informazioni religiose ed etiche sulle religioni e filosofie del mondo, che ha lo scopo di promuovere la tolleranza e il rispetto di tutte le credenze religiose. Nelle scuole non sono permesse cerimonie religiose, ma è possibile organizzare escursioni scolastiche nelle chiese per partecipare a cerimonie religiose. Solo le festività cristiane sono riconosciute come giorni di vacanza; gli studenti non cristiani possono chiedere di assentarsi per celebrare le loro feste religiose e anche i lavoratori, che devono chiedere giorni di ferie.

## Religioni presenti

### Cristianesimo
Secondo le statistiche ufficiali del 2019, i protestanti rappresentano il 70,2% della popolazione, i cattolici il 3,1% della popolazione, gli ortodossi lo 0,5% della popolazione e i cristiani di altra denominazione l'1,8% della popolazione. 
I protestanti norvegesi sono in maggioranza luterani e la maggiore denominazione a cui appartengono è la Chiesa di Norvegia, che aderisce alla Federazione luterana mondiale e raggruppa il 68,7% della popolazione. Altre denominazioni presenti nel Paese sono i battisti, i metodisti, i pentecostali, gli anglicani e gli avventisti del settimo giorno. 
La Chiesa cattolica è presente in Norvegia con la Diocesi di Oslo e due prelature territoriali, la Prelatura territoriale di Tromsø e la Prelatura territoriale di Trondheim. Ognuna delle tre circoscrizioni è immediatamente soggetta alla Santa Sede.
La Chiesa ortodossa è presente in Norvegia con la Chiesa greco-ortodossa, la Chiesa ortodossa russa e la Chiesa ortodossa serba. 
Fra i cristiani di altre denominazioni, sono presenti i Testimoni di Geova e la Chiesa di Gesù Cristo dei Santi degli Ultimi Giorni (i Mormoni).

### Islam
I musulmani presenti in Norvegia sono principalmente sunniti, con una minoranza di sciiti e un piccolo gruppo di ahmadiyya.

### Altre religioni
In Norvegia sono presenti l'ebraismo, il buddhismo, l'induismo, il sikhismo e la religione bahai.